# Radu Varia
Radu Varia, né le 21 mai 1940 à Iași en Roumanie, est un critique d'art et historien de l'art roumain, spécialiste de Constantin Brâncuși et d'Horia Damian.

## Biographie
Radu Varia est le fils du général Mihai Varia, héros de la Seconde Guerre mondiale, et de Ofelia Varia, née Verusi. Il a commencé son parcours scolaire à l’École Française de Bucarest, pour continuer au collège national I. L. Caragiale, puis a fait des études de langue et de littérature à l’université Alexandru Ioan Cuza d'Iași et à l’université de Bucarest, où il a obtenu son diplôme en 1964.
Il soutient ultérieurement sa thèse de doctorat en histoire de l’art et de la civilisation à l’université de Paris / École des hautes études sous le patronage de Jean Cassou (fondateur du musée d'art moderne de la Ville de Paris et lauréat du prix Cervantes de littérature). 
Dès son adolescence il bénéficie de l’attention et des conseils de Tudor Vianu qui sera plus tard un de ses professeurs à l’université de Bucarest. À 18 ans il rencontre les écrivains Mihail Sadoveanu et Tudor Arghezi.
Radu Varia publie en 1961 dans Iaşul Literar [La Iași littéraire] sa première analyse artistique, sur un dessin inédit de Nicolae Tonitza. Peu après, dans les pages de l’hebdomadaire Contemporanul de Bucarest, dirigé par George Ivaşcu, il s’affirme comme un fervent allié de la jeune génération de peintres et sculpteurs qui, même s’ils ne constituaient pas une vraie avant-garde, représentaient quand même un mouvement peu conformiste. À partir de 1966, Radu Varia organisera d’ailleurs leurs premières expositions en Occident.
En 1967, Giulio Carlo Argan l’invite comme assistant à l’Université de Rome. En 1968 il rencontre à Bucarest Richard Demarco, promoteur d’une nouvelle conscience européenne, avec qui il va collaborer le long des années. La Galerie Demarco consacre alors des importantes expositions aux artistes des pays qui ont souffert le plus à cause de la guerre et du communisme, dont la Roumanie.
À Paris, Radu Varia fait la connaissance d'Eugène Ionesco en 1966, celle d'Emil Cioran en 1967 et, à Chicago en 1971, il sera l’hôte de Mircea Eliade.
En 1967, il est invité officiellement à la Biennale de Paris, de même qu’en 1971, année où participent 53 pays : il sera élu à l’unanimité président du jury international. Au même moment il décide de s’installer définitivement dans la capitale française. Membre de la Commission internationale de la Biennale de Paris jusqu’en 1977, il est nommé en 1973 directeur de la Biennale de São Paulo, et en 1993 sera  commissaire de la Roumanie à la Biennale de Venise. Il restaure et aménage avec des fonds propres le pavillon roumain afin de présenter l’œuvre du grand artiste Horia Damian, établi à Paris depuis 1946.
Une bonne partie de l’activité de Radu Varia ces dernières décennies est consacrée à ce peintre, sculpteur et architecte. Les textes de Radu Varia sur la spiritualité dans l’art : L’Infini réel ; Le Projet de San Francisco ; Métaphysique et monumentalité ; Modernisme, postmodernisme, modernité ; Entrer dans l’Invisible ou bien Damian, un grand solitaire du XXe siècle sont publiés comme préfaces aux expositions Damian qu’il organise au musée d'art moderne de la ville de Paris (1972), à la Biennale de São Paulo (1973), au musée Ludwig à Aix-la-Chapelle (1974), au Musée Dali à Figueras (1974), au musée d’art moderne de Rio de Janeiro (1975), au musée Solomon R. Guggenheim à New York (1976), au Centre Georges-Pompidou à Paris (1980), au Grand Palais à Paris (1983), à la documenta 9 à Cassel (1992), à la Biennale de Venise (1993), chez Karsten Greve à Paris (2002), au palais Mogoşoaia en Roumanie (2009).
Au début des années 1970, alors que son activité se poursuit à Paris et à New York, il participe activement aux côtés de Salvador Dali à la création à Figueras, en Espagne, du musée qui portera le nom du grand peintre, et dont l’inauguration a lieu en 1974. Salvador Dali, à qui Radu Varia restera lié jusqu’à sa mort en 1989, lui dédie un poème extraordinaire intitulé Oui ! à la Roumanie. Pour Radu Varia, publié depuis 1972 dans plusieurs éditions des écrits de l’artiste, à Barcelone, Caracas, Mexico et Paris. Le poème finit par ces mots : « Et puisque le sang de la Patrie est éternel et immortel, et pour être comme lui (comme l’Empereur Trajan) et toujours le premier du genre humain, je me proclame Salvador Dali, catholique, apostolique, romain et roumain. »
Proche de certains des plus importants artistes européens et américains des dernières décennies, Radu Varia organise d’importantes expositions internationales, dont, en 1973, au musée d'art moderne de la ville de Paris, la première exposition de peinture anglaise contemporaine jamais présentée à Paris, La Peinture anglaise aujourd’hui, avec la participation d’artistes comme David Hockney, Richard Hamilton, Tom Philips, Bridget Riley ou Howard Hodgkin. À la même époque Radu Varia est invité par Marshall MacLuhan à conférencier dans le cadre de son séminaire à l’Université de Toronto. Toujours à Toronto, il participe en 1978 au Premier Congrès mondial de la civilisation celtique, dont le résultat est le volume intitulé The Celtic Consciousness. Il est également invité à parler à l’Institut d'architecture et d'urbanisme de New York par le célèbre critique Thomas B. Hess, fondateur d'Art News et futur directeur du département d’art moderne du Metropolitan Museum of Art.
Le volume de Radu Varia intitulé Brancusi, unanimement considéré comme l’ouvrage fondamental sur la création de l’artiste, a été publié à New York en 1986. Élu « livre de l’année » par les libraires américains, par les bibliothécaires américains et par les principaux journaux des États-Unis, cet ouvrage sera ultérieurement publié à Paris, 1989 et à Tokyo, 1993.
Œuvre de référence, le volume Brancusi de Radu Varia a radicalement changé la pensée sur la création du sculpteur. « Merci pour ce livre, admirable en tout point, qui m’a converti à… Brancusi » écrivait Emil Cioran à l’auteur en 1986. « Vous nous révélez enfin l’esprit profond qu’il était et la démesure d’un orgueil qui l’apparente aux plus grands. » Et le professeur George Emil Palade, prix Nobel, en recommandant Radu Varia au prix mondial Léonardo da Vinci, pour lequel celui-ci allait réunir onze prestigieuses nominations, écrivait à son tour : « Radu Varia est l’auteur de l’œuvre la plus complète sur Brancusi, considérée comme un chef-d’œuvre. » « Varia est dans son élément en abordant les grands thèmes, et les pages consacrées à l’ensemble monumental de Târgu Jiu sont les plus éclairantes » apprécie la New York Review of Books. « Le livre de Monsieur Varia est une somme » allait écrire à son tour François Nourissier, président de l'Académie Goncourt.
Les événements de décembre 1989 le trouvent à Milan. Il retourne au pays tout début janvier 1990, dans l’idée de contribuer autant que possible au renouveau qu’il espère pour la Roumanie.
Malgré l’invasion de la capitale roumaine par les mineurs qui projetait dans le monde une image désastreuse de la Roumanie, par des efforts immenses Radu Varia parvient à présenter à New York, fin 1990, l’exposition Brancusi. Six chefs-d’œuvre des musées roumains, qui fait l’objet d’un important article du New York Times en hommage aux petites expositions de haute signification.
En 1991 Radu Varia reçoit le prix pour l’histoire de l’art de l’Académie roumaine.
La même année il crée à New York et à Bucarest les Fondations Internationales Constantin Brancusi, dont la vocation est de mobiliser toutes les compétences nationales et internationales, ainsi que les fonds nécessaires pour la restauration de l’ensemble monumental Brancusi de Târgu Jiu.
En 1992 il soutient à l’Académie sa première conférence, sur Brancusi.
En 1993, il présente à l’Académie roumaine sa seconde conférence, consacrée justement à la restauration de l’Ensemble.
À New York, il parvient à éveiller l’intérêt pour le projet du Fonds mondial des monuments, qui en 1996 acceptera pour la première fois de participer à la restauration d’une œuvre d’art moderne. De même, à Washington, il établit un premier lien avec la Banque mondiale, qui sera de nature à favoriser l’obtention de fonds pour la restauration, sur la base du projet des Fondations.
The New York Times et Art Watch UK, de Londres, publient d'amples articles, solidement documentés, sur le projet de restauration initié par Radu Varia. Ces articles démontrent l’importance de la recherche entreprise par les ingénieurs et les spécialistes roumains, en collaboration avec ceux du Getty Conservation Institute de Los Angeles et du Swedish Corrosion Institute de Stockholm.
Dr Vladimir Kucera, directeur de la recherche scientifique au Swedish Corrosion Institute et président de la Commission européenne des Nations unies pour la corrosion et l’environnement, dans sa recommandation d’attribution au Dr Radu Varia du prix mondial Léonardo da Vinci, écrit en 1998 : « Dans un monde où la spécialisation devient de plus en plus étroite, il est encourageant de savoir qu’il existe des personnalités avec une vision globale. La participation au processus de recherche en vue de la restauration de la Colonne sans Fin m’a donné l’occasion de rencontrer le Dr Radu Varia. J’ai été impressionné par sa capacité extraordinaire de dominer non seulement le domaine de l’histoire de l’art, où il est un spécialiste mondialement reconnu, mais aussi les nombreuses et difficiles questions scientifiques et techniques liées à la sauvegarde et à la préservation de ce monument unique... Dr Radu Varia personnifie pour moi la synthèse entre l’art et la science. »
Une ample exposition consacrée à la recherche scientifique et aux conclusions de celle-ci, ainsi que le Projet général d’aménagement, de restauration et de mise en valeur de l’Ensemble a été présentée par Radu Varia et les Fondations Internationales Constantin Brancusi en 2001 à Bucarest et dans plusieurs autres villes roumaines.
Dans l’idée de défendre l’unicité des œuvres de Brancusi, Radu Varia a publié en 1992 (et republié en 2001) un texte, contresigné par 42 auteurs de livres sur Brancusi, directeurs de musées possédant des œuvres du sculpteur, historiens d’art et artistes de grande notoriété. Ce texte est considéré comme le document fondamental définissant la qualité d’œuvre originale de l’artiste, de copie, ou de faux.
En 2005, Radu Varia a été invité à conférencier à l’Université Waseda de Tokyo sur les Prémisses philosophiques et les déterminations mathématiques de l’œuvre de Brancusi.
En 2009, à l’invitation du Président de la Banque centrale européenne et du gouverneur de la Banque nationale de Roumanie il soutient au Weltkulturen Museum de Francfort-sur-le-Main une conférence intitulée Brancusi photographe et présente une série de tirages originaux des photos de l’artiste. Le Frankfurter Allgemeine Zeitung dédie à l’événement une page entière.
En 2011, Radu Varia présente à l’Académie roumaine sa troisième conférence : Salvador Dali, l’Empereur Trajan et la Roumanie.
En 2011 également, il est invité à soutenir la conférence de l’année à la Royal Scottish Academy d’Édimbourg : The Sir William Gillies Annual Lecture, consacrée au thème Brancusi, a Great Spiritual Experience (Brancusi, une grande expérience spirituelle). À cette occasion, il reçoit la médaille d’argent de l’Académie royale.
Il est élu à l'unanimité en 2012 Membre d'Honneur de l'Académie Royale d'Écosse.
En 2015 il reçoit le Prix de l'Académie Internationale Mihai Eminescu pour l'ensemble de son oeuvre.
A l'Université de Shenzhen il présente en 2017 la première conférence jamais soutenue en Chine sur l'art du sculpteur Constantin Brancusi.
En 2018, il devient Docteur Honoris Causa de l'Académie des Arts de Chisinau et prononce à l'occasion l'allocution: « Brancusi, l'artiste qui a changé l'histoire de la sculpture universelle ».
En 2018 il est aussi élu, à Paris, Membre de l’Académie Européenne des Sciences, des Arts et des Lettres et, de même, à Salzbourg Membre de l’Academia Scientiarum et Artium Europaea.
Par le vote unanime des conseillers municipaux, le 24 septembre 2020, a été décerné au critique et historien d’art Radu Varia le titre de Citoyen d’Honneur de Iassy,.
Il est marié à la soprano Mariana Nicolesco.

## Œuvres
Sur Constantin Brancusi :
- Brancusi. Rizzoli, New York, 1986 (plusieurs éditions depuis)
- Brancusi. Gallimard, Paris, 1989
- Brancusi. New Art Seibu, Tokyo, 1993
- Brancusi. A Stone, Being (Brancusi. Une pierre, être). Introduction à l’exposition Six Masterpieces from the Romanian Museums (Six Chefs-d’œuvre des musées roumains), Gagosian, New York, 1990
- Brancusi dans son univers: Maurice III, séducteur, photographe, sculpteur, dans Brancusi, photographies, Hopkins-Custot, Paris, 2003
- Brancusi photographer of his own works (Brancusi photographie de ses propres œuvres). Conférence au Museum der Weltkulturen, Francfort, 2009
- Brancusi: A Great Spiritual Experience (Brancusi: une grande expérience spirituelle). Conférence à la Royal Scottish Academy, Édimbourg, 2011
- Brâncuşi. Ansamblul Monumental de la Târgu Jiu în perspectivă istorică (Brancusi. L’Ensemble monumental de Târgu Jiu en perspective historique). FICB, Bucarest, 2001
- Brâncuşi. Originale, copii, falsuri (Brancusi. Originaux, copies, faux), document contresigné par 42 autres historiens d’art, directeurs de musées, artistes de renom. FICB, Bucarest, 2001
- Brâncuşi fotograf (Brancusi photographe. FICB, Bucarest, 2001
- Brâncuşi în America (Brancusi en Amérique). FICB, Bucarest, 2001. Texte publié d’abord dans Revista Româno-Americană, 2001

Sur Salvador Dalí :
- Salvador Dali, Împăratul Traian şi România (Salvador Dali, l’Empereur Trajan et la Roumanie). Conférence à l’Académie Roumaine, Bucarest, 2011

Sur Horia Damian :
- Damian. Introduction à l’exposition Les Constructions de Damian, musée d’art moderne, Paris, 1972
- Damian. Introduction au catalogue Galaxy, Stadt Aachen Neue Galerie, Aix-la-Chapelle, 1974
- Damian and the Actual Infinite (Damian et l’infini réel). Préface à l’exposition The Hill (La Colline), The Solomon R. Guggenheim Museum, New York, 1976
- De l’instruction les formes premières, dans Les Symboles du lieu. L’habitation de l’homme. L'Herne, Paris, 1983
- Metaphysics and monumentality (Métaphysique et monumentalité). Introduction à l’exposition Damian, documenta 9, Cassel. Rizzoli, 1992
- Bisogna essere assolutamente moderni, lo diceva già Rimbaud (Il faut être absolument modernes, disait déjà Rimbaud). Introduction au catalogue Damian. XLVe Biennale de Venise. Rizzoli, 1993
- Entrer dans l’invisible. Introduction au catalogue de l’exposition Horia Damian. Karsten Greve, Paris, 2002
- Horia Damian, un mare solitar al secolului 20. 1930-1946 (Damian, un grand solitaire du XXe siècle). Volume publié à l’occasion de l’exposition présentée au palais Mogosoaia. FICB, Bucarest, 2009
- Horia Damian - 96. Galeria Alexandra, Bucarest, 2018

## Distinctions
- Chevalier de la Légion d’honneur, 2000
- Commandeur de l’Ordre de l’Étoile de la Solidarité Italienne, 2005
- Commandeur de l’Ordre du Mérite Culturel Roumain, 2011
- Membre d'Honneur de l'Académie Royale d'Écosse, 2012
- Doctor Honoris Causa de l'Académie des Arts de Chisinau, 2018
- Membre de l’Académie Européenne des Sciences, des Arts et des Lettres de Paris, 2018
- Membre de l'Academia Scientiarum et Artium Europaea de Salzbourg, 2018
- Citoyen d’Honneur de Iassy, 2020

## Hommages
- Prix mondial Léonardo da Vinci 1998[6]

Miguel Angel Corzo, directeur, Getty Conservation Institute, Los Angeles :
« L’abnégation de monsieur Radu Varia pour sauver l’œuvre de Brancusi est sans égal. Dr Varia est un leader dans le domaine de la préservation et la conservation de l’art moderne; sans ses efforts certaines des plus importantes œuvres de Brancusi pourraient rester inconnues aux générations futures. »
Thomas Krens, Directeur, The Solomon R. Guggenheim Museum, New York :
« Dr. Varia se distingue par sa carrière consacrée à Constantin Brancusi, et ses analyses d’importance majeure des œuvres de cet artiste révolutionnaire. Son initiative pour la restauration de la Colonne sans Fin est une importante contribution à la préservation de l’héritage brancusien. »
Nicholas Serota, directeur, The Tate Gallery, Londres :
« Le livre de Radu Varia sur Brancusi jouit d’une large reconnaissance internationale. Ces dernières années Dr. Varia a concentré ses efforts sur la restauration de l’Ensemble monumental de Târgu Jiu, projet qui, sous sa direction, bénéficie des résultats de la recherche scientifique d’Europe et d’Amérique. »
Mordechai Omer, Professeur à l’université de Tel Aviv, directeur du musée d'art de Tel Aviv :
« Dr Varia est un grand savant dont les recherches dans le domaine Brancusi sont saluées dans le monde entier. Son combat couronné de succès pour la préservation et la restauration de l’Ensemble Brancusi est d’une incomparable valeur, car il est extrêmement important que cette grande œuvre soit préservée pour les générations à venir. »
Dr.Vladimir Kucera, directeur de la Recherche Scientifique, Sweedish Corrosion Institute, Stockholm, président du Comité européen des Nations unies pour l’étude des effets polluants sur les matériaux, inclusivement sur les monuments historiques et culturels :
« Dans un monde caractérisé de plus en plus par les spécialisations étroites, il est encourageant de rencontrer des personnes avec des vues globales. La participation au splendide Projet de restauration de la Colonne sans Fin de Brancusi m’a offert la possibilité de rencontrer Dr. Radu Varia. En ma qualité de spécialiste, de Président du Comité Européen des Nations Unies pour l’étude des effets polluants sur les matériaux, inclusivement les monuments historiques et culturels, j’ai été profondément impressionné par sa capacité extraordinaire de comprendre non seulement les aspects liés à l’histoire de l’art, domaine dans lequel il est un spécialiste mondialement reconnu, mais aussi les nombreux aspects scientifiques et techniques liés à la sauvegarde et à la préservation de ce monument unique. Le Projet initié et dirigé par le Dr. Radu Varia contribue ainsi, avec la restauration de la Colonne, à de nouvelles découvertes scientifiques d’importance générale pour la préservation des objets d’art. Dr. Radu Varia personnifie pour moi la synthèse entre l’art et la science. »
Virgiliu Niculae Constantinescu, Professeur à l’Université Politehnica, Bucarest, Président de l’Académie Roumaine :
« Dr Varia a reçu en 1991 le prix de l’Académie roumaine dans le domaine de l’histoire de l’art et il est à l’origine du plus important projet de restauration de l’Ensemble Monumental Brancusi. Personnellement j’ai eu le plaisir de le présenter à certains des plus importants hommes de science et ingénieurs de mon université et de Roumanie. Ceci s’est avéré être pour eux un nouveau terrain de recherche, et pour Dr. Varia la garantie, de multiples points de vue, de la justesse des solutions imposées par la restauration. »
Roxana Theodorescu, Directrice du Musée National d’Art de Roumanie :
« Le livre de Radu Varia sur Brancusi est reconnu comme fondamental et universellement acclamé, et la restauration en cours à Târgu Jiu est une des plus importantes opérations du genre au monde. »
George Emil Palade, professeur à l’université de Californie, San Diego :
« Dr Varia a publié le plus complet livre sur Brancusi, salué comme un chef-d’œuvre. Ces dernières années Dr Varia s’est impliqué dans la restauration de l’Ensemble Monumental créé par Brancusi à Târgu Jiu, ensemble négligé depuis bon nombre d’années. »
Christo et Jeanne-Claude :
« Radu Varia a surpris le monde entier avec sa patience et son dévouement dans le combat pour la restauration de l’œuvre d’un des plus grands artistes de tous les temps. Le monde a besoin de beaucoup d’hommes comme lui. »
David Hockney :
« Je voudrais ajouter ma voix à celles qui recommandent Dr. Radu Varia pour le prix mondial Léonard de Vinci. Je connais Dr Varia depuis 30 ans et je sais son grand enthousiasme pour toutes les formes d’art et surtout pour Brancusi. Il mérite le plus grand prix qui soit. »

### Revue de presse
Au sujet de Brancusi, Rizzoli, New York, 1986
The New York Times Book Review :
« Ce volume a une unité qui correspond parfaitement à Brancusi, un des grands perfectionnistes de tous les temps. »
The Philadelphia Inquirer :
« Le plus somptueux livre de l’année. »
The New York Review of Books :
« Varia est dans son élément en abordant les grands thèmes, et les pages sur l’Ensemble Monumental de Târgu Jiu sont des plus éclaircissantes. »
The Boston Globe :
« Sous la direction de l’auteur, une équipe de photographes a parcouru le monde pour présenter en totalité l’œuvre du grand sculpteur. Le texte comprend des documents inconnus jusqu’à présent sur le Temple de Méditation d’Indore et sur le monument de Târgu Jiu, consacrant une attention particulière à la vision transcendante du sacré chef Brancusi. »
Hearst Publications (500 journaux et magazines) :
« Un livre glorieux. »
Library Journal (publication de la Société des bibliothécaires américains :
« Un splendide hommage à un des plus influents sculpteurs du siècle : une profonde analyse du processus sculptural. »
Diversion (Publication des libraires américains) :
« Un livre extraordinaire. »
Sites (Revue d’Architecture et Urbanisme) :
« Comme étude et analyse de l’œuvre de Brancusi, rien ne peut être comparé à ce livre, et la coordination de la photographie par Varia, particulièrement à Târgu Jiu, impose admiration et remerciements. Avec l’information que contient cette prose de haut niveau, avec les planches, les notes exceptionnelles et la bibliographie, ces photographies justifient un volume qui s’élève à la hauteur d’une vraie exposition Brancusi. »
The Wall Street Journal :
« Le texte met en lumière les préoccupations spirituelles de Brancusi, son univers mystique, son inventivité formelle. »
The New York Times :
« Voilà, enfin, un texte lucide et convaincant. »
Donald G. McNeil, Jr. « Brancusi’s Column Rises to the Heights of Pique » (La Colonne de Brancusi s’élève vers les sommets). 
Sur Brancusi, Gallimard, 1989 :
Le Figaro Magazine :
« Le livre de monsieur Varia est une somme. » (François Nourissier, président de l’Académie Goncourt)
Maison et Jardin :
« Un livre exemplaire ». (Pierre-Jean Rémy, de l’Académie française)
Le Méridional :
« Il est rare qu’un livre d’art consacre une partie aussi importante au domaine spirituel dans la présentation d’un artiste et de ses œuvres. Au fond, la publication de ce livre si remarquable aurait été impensable il y a dix ou quinze ans. Défiant les analyses matérialistes, courantes en matière d’histoire de l’art, Radu Varia n’hésite pas à nous montrer par quoi et comment les sculptures de Brancusi représentent une vraie initiation. Ainsi qu’il convient de méditer sur chacune de ces sculptures, il convient aussi de lire très attentivement le texte admirable de Radu Varia. Chaque mot cache et dévoile, à la fois, une réalité, ainsi qu’il est naturel pour un texte d’une haute élévation. » (Le poète Henri Bonnier)
Le Quotidien de Paris :
« Voilà un livre total. On ne peut sans doute faire mieux en l’honneur de Brancusi et de son art. » (Pierre Daix, ami et biographe de Picasso)
L’Express :
« Ce livre aussi passionné qu’informé est l’un des rares à rendre justice au premier sculpteur qui se soit émancipé de la tradition gréco-renaissante. En vérité, la tâche que s’était assignée Brancusi frise l’impossible; dire ce qui n’est qu’esprit à travers ce qui n’est que matière. Varia décode la vie mystique de l’artiste, en dégage les sources ésotériques et archaïques et, par-dessus tout, retrace avec bonheur l’itinéraire qui mène le jeune apprenti de sa Roumanie natale à Paris, ou il découvre l’art moderne. En le délivrant des apparences anecdotiques, celui-ci lui ouvre l’accès aux archétypes universels. Un ouvrage indispensable. » (Pierre Schneider, biographe et analyste de Matisse)
Le Magazine littéraire :
« Si un beau livre doit avoir pour ambition d’allier la densité d’un texte à l’intensité des images, celui-ci est des quelques, rares, qui sont exemplaires. » (Pascal Bonnafoux)
Commentaires des auteurs roumains
Emil Cioran :
« Cher Radu Varia, merci pour ce livre, admirable en tout point, qui m’a converti à… Brancusi. Je dis bien converti, car les deux ou trois visites que je lui avais faites m’avaient laissé un peu perplexe. Je ne parle pas de son œuvre, mais du personnage dont je ne connaissais que des paroles usées et des anecdotes inutilement originales. Vous nous révélez enfin l’esprit profond qu’il était et la démesure d’un orgueil qui l’apparente aux plus grands. Je regrette maintenant de ne l’avoir pas fréquenté. L’idée que tout ce qui est valaque est insignifiant et voué à l’échec m’a joué plus d’un tour. Ma seule excuse est que, plus ou moins, nous sommes tous affectés d’une déception innée. Merci encore de ma conversion. La mulţi ani! ».
Anton Dumitriu :
« Un  livre magnifique, une réalisation unique. »
Barbu Brezianu :
« Tu as réussi, quoi que puisse dire un jaloux comme Sidney Geist, à élever un vrai monument à Brancusi. »